# Jakub Grzymała
Jakub Grzymała z Dzierżanowa (XV wiek) – polski dominikanin, teolog i inkwizytor.

## Życiorys
Pochodził z Dzierżanowa. W 1442, jeszcze jako osoba świecka, rozpoczął studia na Uniwersytecie Krakowskim i w ich trakcie (najpóźniej w 1447) wstąpił do zakonu dominikańskiego. W latach 1450–1452 kontynuował studia teologiczne w studiach zakonnych kolejno w Krakowie, Paryżu i Florencji, uzyskując ostatecznie stopień bakałarza. Po powrocie do Krakowa prowincjał polskiej prowincji dominikańskiej Jakub z Bydgoszczy mianował go inkwizytorem dla północnych diecezji Królestwa Polskiego. Po raz pierwszy wspomniany jest na tym urzędzie w przywileju wydanym dla niego przez króla Kazimierza Jagiellończyka w dniu 1 lutego 1454, w którym król nakazał swym urzędnikom wspieranie go w działalności inkwizytorskiej. W latach 1454–1458 był dodatkowo przeorem konwentu płockiego. W 1458 kapituła prowincjonalna polskich dominikanów ponownie skierowała go do konwentu krakowskiego jako wykładowcę sentencji. W 1461 był definitorem kolejnej kapituły prowincjonalnej obradującej w Łęczycy. Po raz ostatni poświadczony jest we wrześniu 1466 jako inkwizytor i przeor konwentu św. Dominika w Płocku. Jego zgon odnotowano w nekrologu krakowskich dominikanów pod datą 10 października, niestety bez podania roku.

## Działalność inkwizytorska
Jakub Grzymała pełnił urząd inkwizytora papieskiego w Polsce w latach najpóźniej od 1454 do co najmniej 1466. Obszar podlegający jego jurysdykcji nie był stały. W dokumencie królewskim z lutego 1454 określony został jako inkwizytor diecezji gnieźnieńskiej, włocławskiej, poznańskiej i płockiej. Kiedy kapituła prowincjonalna w 1461 odnowiła jego mandat inkwizytorski, określiła, że podlegają mu diecezje gnieźnieńska, płocka i chełmińska. Prawdopodobne jest jednak, że ta ostatnia diecezja została wkrótce wyjęta spod jego jurysdykcji, gdyż w aktach kapituły prowincjonalnej z 1465 wspomniany jest przeor i inkwizytor z Torunia Mikołaj Grüneberg. W niektórych dokumentach z epoki Jakub został określony jako "inkwizytor płocki".
W źródłach udokumentowany jest udział Jakuba jako inkwizytora w dwóch postępowaniach o herezję na terenie diecezji płockiej.
We wrześniu 1457 roku przeprowadził proces wikarego Mikołaja z Bulkowa i nieznanej z imienia kobiety; wikary został wtrącony do więzienia, natomiast na kobietę nałożono pokutę. W 1466 roku pozwał pod zarzutem herezji księdza Marcina ze Strzegowa, ten jednak zignorował wezwanie i nie wiadomo jaki był dalszy tok tej sprawy. 
Niepotwierdzona natomiast pozostaje opisana przez siedemnastowiecznego historiografa dominikańskiego Vincenzo Marię Fontanę rzekoma działalność inkwizytorska Jakuba w 1453 w Krakowie. Według Fontany Jakub Grzymała miał wykryć w tym mieście tajne zgromadzenia sympatyków husytyzmu, z których wielu miało zostać następnie spalonych na stosie w publicznych egzekucjach. Procesy te, ani tym bardziej egzekucje, nie zostały jednak odnotowane w źródłach piętnastowiecznych. Dodatkową wątpliwość budzi fakt, że Jakub Grzymała nigdy nie był inkwizytorem krakowskim, a funkcję tę w latach 50. XV wieku sprawował nieprzerwanie inny dominikanin Mikołaj z Brześcia, który w 1453 był przeorem konwentu krakowskiego. Inspiracją dla opowieści Fontany mogła być dość enigmatyczna wzmianka piszącego w 1606 polskiego dominikanina Abrahama Bzowskiego, że w konwencie krakowskim przechowywany był jeden tom akt procesowych inkwizytora Jakuba Grzymały. Dokumentacja taka nie została jednak jak dotąd odnaleziona, a sam Bzowski nie omówił zawartości tych akt.